# Benjamin Barker Odell

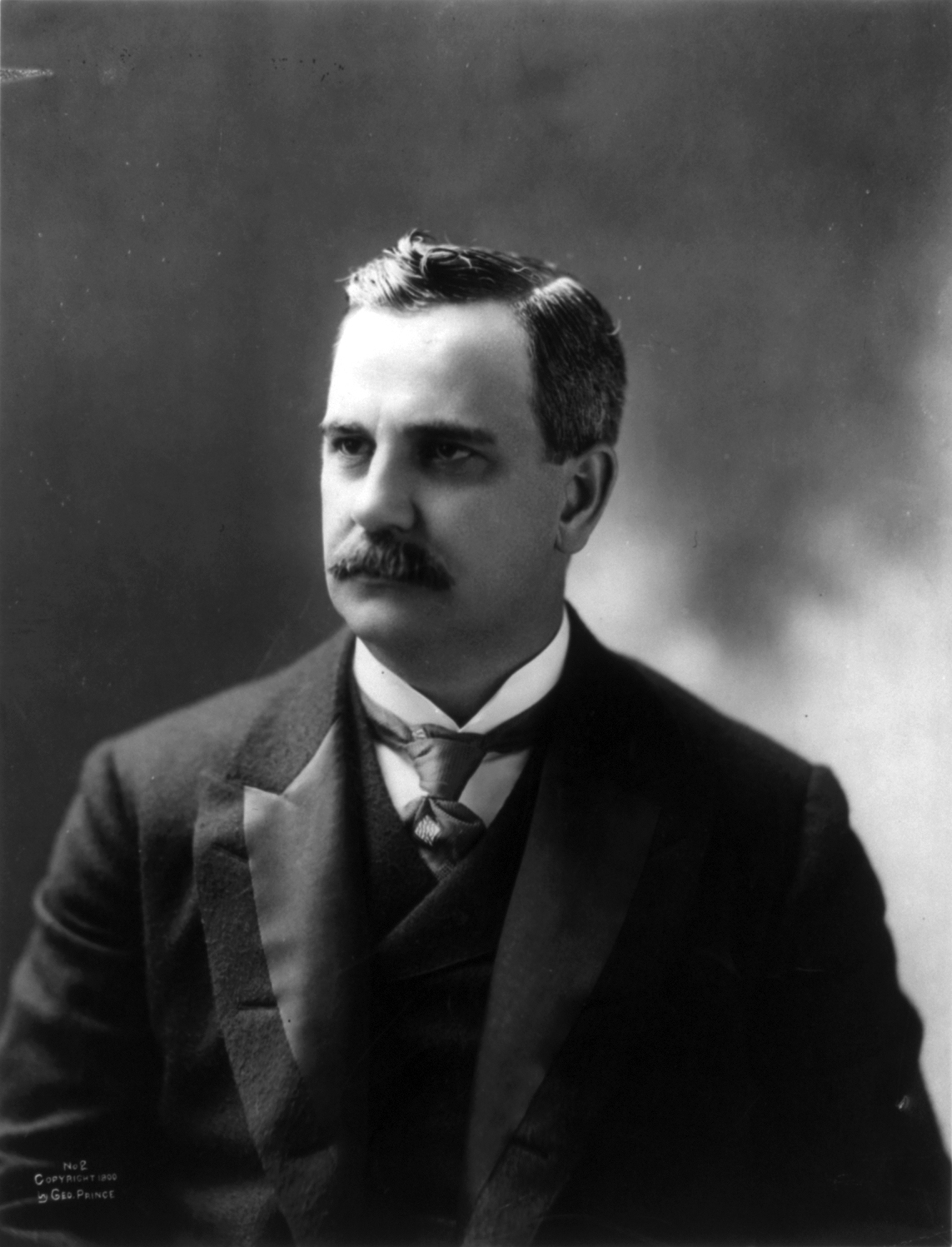
Benjamin Barker Odell

Benjamin Barker Odell Jr. (* 14. Januar 1854 in Newburgh, Orange County, New York; † 9. Mai 1926 ebenda) war ein US-amerikanischer Politiker und von 1901 bis 1905 Gouverneur des Bundesstaates New York. Zwischen 1895 und 1899 vertrat er seinen Staat im US-Repräsentantenhaus.

## Frühe Jahre
Benjamin Odell besuchte die öffentlichen Schulen seiner Heimat, die Newburgh Academy, das Bethany College in West Virginia sowie das Columbia College in New York City. Danach wurde er ein erfolgreicher Geschäftsmann für landwirtschaftliche Geräte und auf dem Gebiet der Dampfschifffahrt. Später wurde er Präsident der Orange County Traction Company und der Central-Hudson-Steamboat-Gesellschaft.

## Politische Laufbahn
Benjamin Odell wurde Mitglied der Republikanischen Partei. In dieser Partei war er in New York lange im Vorstand und zeitweise auch Parteivorsitzender in seinem Staat. Zwischen dem 4. März 1895 und dem 3. März 1899 vertrat er New York als Abgeordneter im  US-Kongress. Dort war er Vorsitzender des Committee on Accounts. Am 6. November 1900 wurde Odell zum Gouverneur seines Staates gewählt. Nach einer Wiederwahl im Jahr 1902 konnte er dieses Amt zwischen dem 1. Januar 1901 und dem 1. Januar 1905 ausüben. In dieser Zeit wurde der weitere Ausbau des Eriekanals finanziert und die bundesweit erste Schule für Zahnmedizin eröffnet.

## Weiterer Lebenslauf
Nach dem Ende seiner Gouverneurszeit zog sich Odell aus der Politik zurück und widmete sich seinen privaten Geschäften. Der am 9. Mai 1926 verstorbene Ex-Gouverneur war zweimal verheiratet und hatte insgesamt drei Kinder.